# Dariusz Chętkowski
Dariusz Chętkowski (ur. 1970 w Sławnie) – polski pisarz, publicysta i polonista z XXI Liceum Ogólnokształcącego im. Bolesława Prusa w Łodzi.

## Życiorys
Ukończył średnią szkołę ekonomiczną. Jest absolwentem wydziałów filologii polskiej oraz filozofii Uniwersytetu Łódzkiego. Studiował również historię sztuki.
W XXI LO im. Bolesława Prusa w Łodzi pracuje od 1995 roku jako nauczyciel języka polskiego oraz etyki, wcześniej uczył m.in. w Zespole Szkół Handlowych na Księżym Młynie oraz w dawnej szkole podstawowej przy ul. Kaliskiej w Łodzi.
Wydał książkę Z budy. Czy spuścić ucznia z łańcucha? (Wydawnictwo Literackie, Kraków, 2003), która w 2003 otrzymała nagrodę Nagrodę Najlepsza Książka Lata, rok później zaś Nagrodę Edukacja XXI. W 2004 wydał książkę L.d.d.w. Osierocona generacja (Wydawnictwo Literackie, Kraków 2004), która otrzymała Nagrodę Edukacja XXI w kategorii: książka pomocnicza dla nauczycieli. W 2007 opublikował napisał wraz ze swoimi uczniami książkę Ostatni weekend (Piątek Trzynastego, Łódź, 2007), a 3 lata później Nauczycielskie perypetie. O wojnie wszystkich ze wszystkimi (GWP, Sopot, 2010).
W 2005 roku książka Z budy. Czy spuścić ucznia z łańcucha? ukazała się w przekładzie na język serbski (tłum. Jovan Jovanović).
Publikuje felietony w „Gazecie Wyborczej” i czasopismach branżowych (m.in. jest stałym felietonistą „Głosu Nauczycielskiego”). Jako komentator edukacji w Polsce występuje również w innych mediach.
Prowadzi BelferBlog dla tygodnika „Polityka”.